# Colin Gordon (atleet)
Colin Ernest Sutherland Gordon (East Berbice-Corentyne, 24 december 1907 – Adelaide, 22 augustus 1980) was een Guyaanse hoogspringer. Hij nam eenmaal deel aan de Olympische Spelen, maar kwam bij die gelegenheid niet in aanmerking voor een medaille.

## Loopbaan

### Sportief
In 1928 vertegenwoordigde Gordon Groot-Brittannië op de Olympische Zomerspelen. Guyana was destijds nog gekoloniseerd door de Britten onder de naam Brits-Guiana. Hij kwam uit op zijn specialiteit, maar eindigde met zijn finalesprong van 1,70 m in de achterhoede.
In 1930 vertegenwoordigde Gordon Brits-Guiana wel op de British Empire Games, de voorloper van de tegenwoordige Gemenebestspelen. Ditmaal veroverde hij bij het hoogspringen de zilveren medaille.

### Maatschappelijk
Nadat hij in 1931 in Canada een jaar ervaring had opgedaan in het onderwijs, vertrok Colin Gordon naar Australië, waar hij lid werd van de onderwijsstaf aan de Grammar school in Geelong. Tijdens de Tweede Wereldoorlog diende hij van 1942 tot 1945 bij de RAAF als commandant van een luchtgevechtseenheid.
Na de oorlog werd hij benoemd tot hoofd van het St. Peter's College in Adelaide, een functie die hij bekleedde tot zijn dood in 1980.

## Titels
- Brits kampioen hoogspringen - 1930

## Persoonlijk record
| Onderdeel    | Prestatie | Jaar |
| ------------ | --------- | ---- |
| hoogspringen | 1,91 m    | 1930 |

## Palmares

### hoogspringen
- 1928: 17e OS - 1,70 m (in kwal. 1,83 m)
- 1930:  Britse kamp. - 1,85 m
- 1930:  British Empire Games
- 1931:  Britse kamp.